# Humor a Tope
Humor a Tope fue una publicación mensual de tebeos publicada en España en los años 80 por Norma Editorial. En sus primeros cinco números la revista salió con el nombre de Cachondeo a tope, pero cambió su nombre a Humor a Tope. La revista, que por lo general tenía una temática diferente en cada número, llegó a publicar hasta 42 números. 

## Contenido
Incluía historias de diferentes autores internacionales, entre los que se encuentran Gotlib, Jacovitti o Édika. Entre los autores nacionales cabe destacar a Jan y Juan Carlos Ramis, que posteriormente participaría en revistas juveniles de Ediciones B.

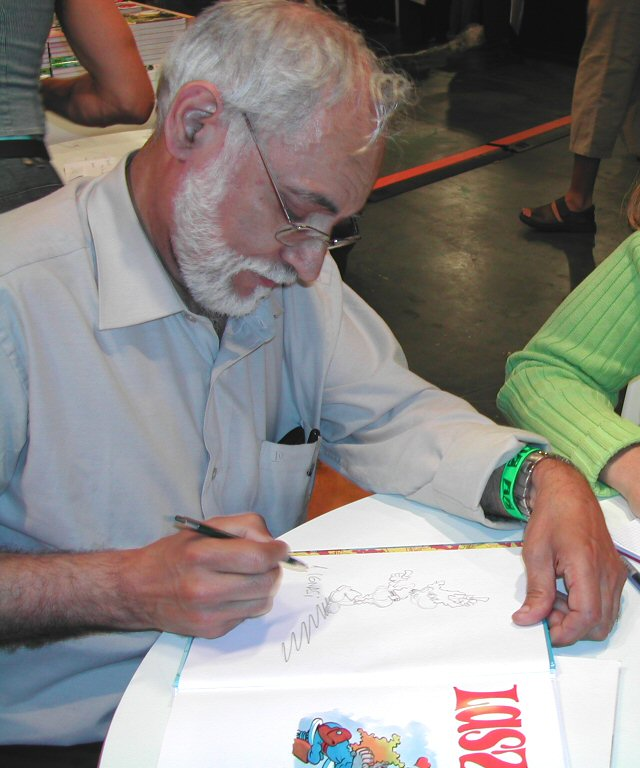
Jan firma un ejemplar de Laszivia en la ed. del 2005 del Salón Internacional del Cómic de Barcelona.

| Fecha | Números | Serie     | Autoría | Procedencia |
| ----- | ------- | --------- | ------- | ----------- |
| 1984  |         | Laszivia  | Jan     | Nueva       |
|       |         | Dirty Pig | Ramis   |             |